# العلاقات الإسرائيلية الإماراتية
علاقات إسرائيل - الإمارات العربية المتحدة، تعترف دولة الإمارات العربية المتحدة باسرائيل كدولة، والعلاقات الدبلوماسية والاقتصادية العامة بين البلدين قائمة. وفي السنوات الأخيرة، اشتركت البلدان في تعاون غير رسمي واسع النطاق بسبب معارضتها المشتركة للبرنامج النووي الإيراني وللتأثير الإقليمي. فتحت إسرائيل في عام 2015 بعثة دبلوماسية رسمية في أبو ظبي للوكالة الدولية للطاقة المتجددة.
في 13 أغسطس 2020، وعبر اتفاق بين ولي عهد أبوظبي الشيخ محمد بن زايد آل نهيان ورئيس الوزراء الإسرائيلي بنيامين نتنياهو بمباركة من الرئيس الأمريكي دونالد ترمب إلى بدء تطبيع العلاقات بين البلدين. وجاء في بيان مُشترك أصدرته الإمارات العربية المتحدة وإسرائيل والولايات المتحدة أن الدول الثلاث «وافقت على التطبيع الكامل للعلاقات بين إسرائيل والإمارات العربية المتحدة». أُقيم حفل التوقيع بشكل رسمي في 15 سبتمبر 2020.
في 16 أغسطس 2020، سمحت دولة الإمارات لأول مرة باتصالات هاتفية مُباشرة مع إسرائيل من خلال إلغاء حظر الاتصال المباشر برمز الدولة الإسرائيلي +972. في 31 أغسطس 2020، كانت أول رحلة تجارية مباشرة من إسرائيل إلى الإمارات العربية المتحدة عن طريق شركة طيران إل عال الإسرائيلية.
في 14 فبراير 2021 عُين محمد آل خاجة سفيرًا للإمارات العربية المتحدة في إسرائيل.

## التاريخ
أشار أول رئيس لدولة الإمارات الشيخ زايد بن سلطان آل نهيان إلى إسرائيل باسم «العدو» للدول العربية في عام 1971.
بعد اغتيال محمود المبحوح في دبي في يناير 2010، دعت الإمارات العربية المتحدة إلى إلقاء القبض على مائير داغان، مدير الموساد الإسرائيلي، وذلك عن طريق الإنتربول. وذكر ضاحي خلفان تميم آنذاك -رئيس شرطة دبي- أن جميع المسافرين المشتبه في أنهم من الإسرائيليين لن يُسمح لهم بدخول البلد، حتى لو وصلوا بجوازات سفر أجنبية. وبعد الحادث، اقترحت الإمارات العربية المتحدة بعد ذلك إصلاح علاقتها السرية مع إسرائيل عن طريق صفقة ستقوم إسرائيل بموجبها بتزويدهم بالطائرات بلا طيار، ولكن إسرائيل رفضت ذلك لأنها تخشى أن يؤدي ذلك إلى استعداء الولايات المتحدة.

### قضية إيران
بعد تنصيب رئيس الولايات المتحدة باراك أوباما، في عام 2009، أطلق سفراء إسرائيل والإمارات العربية المتحدة إلى الولايات المتحدة نداءً مُشتركًا في اجتماع مع مستشار الشرق الأوسط للإدارة القادمة لحث الولايات المتحدة على تبني موقف أكثر حزمًا فيما يتعلق بإيران.
في سبتمبر 2012، التقى رئيس الوزراء الإسرائيلي بنيامين نتانياهو مع وزير خارجية الإمارات العربية المتحدة عبد الله بن زايد آل نهيان في نيويورك. ورغم أن الإمارات العربية المتحدة قد اتفقت حول تهديد إيران، فإنها رفضت أن تُحسن علنًا العلاقات بدون إحراز تقدم في عملية السلام الإسرائيلية الفلسطينية.
في عام 2015، قدم سفير إسرائيل لدى الولايات المتحدة رون ديرمر، إحاطة إلى نظيره الإماراتي يوسف العتيبة بشأن مُعارضة إسرائيل لخطة العمل الشاملة المشتركة، وحث الإمارات العربية المتحدة على القيام بدور أكثر فعالية في مُعارضة هذه الصفقة.
مع قرب نهاية ولاية أوباما الثانية كرئيس للولايات المتحدة، أصبحت وكالات الاستخبارات الأمريكية على علم بالاتصال الهاتفي بين مسؤولي البلدين، بما في ذلك بين نتنياهو وزعيم كبير لدولة الإمارات العربية المتحدة، واجتماع بين نتنياهو والقيادة الإماراتية في قبرص، ركزت على التعاون ضد إيران.
بعد انتخاب دونالد ترامب رئيسًا للولايات المتحدة، ضغطت كل من إسرائيل والإمارات العربية المتحدة من أجل التقارب بين الولايات المتحدة وروسيا لاحتواء النفوذ الإيراني في سوريا.
في يوليو 2017، توسطت الإمارات في اجتماع بين الاستخبارات الإسرائيلية وخليفة حفتر، قائد الجيش الوطني الليبي، الذي تدعمه الإمارات في الحرب الأهلية الليبية الثانية من أجل التفاوض على المُساعدات العسكرية الإسرائيلية لقوات حفتر.
وفي مارس 2018، اجتمع نتانياهو مع العتيبة وبسفير البحرين لدى الولايات المتحدة في مطعم في واشنطن العاصمة، حيثُ نُوقشت مسألة إيران.
في 10 أكتوبر 2018، شارك رون ديرمر ويوسف العتيبة العشاء السنوي للمعهد اليهودي للأمن القومي الأمريكي، حيث شُوهدا وهما يتحدثان مع بعضهما البعض.

### زيارات قامت بها إسرائيل
في 16 يناير 2010، حضر وزير الهياكل الأساسية الوطنية في إسرائيل، أوزي لانداو، مُؤتمرًا للطاقة المُتجددة في أبو ظبي. وكان أول وزير إسرائيلي يزور الإمارات العربية المتحدة.
وفي يناير 2016، زار وزير الطاقة الإسرائيلي الإمارات العربية المتحدة في موقع مقر الوكالة الدولية للطاقة المتجددة في أبو ظبي.
في سبتمبر 2018، استضافت الإمارات مُحادثات سرية في أبو ظبي بين مسؤولين إسرائيليين وأتراك لبحث إعادة العلاقات بين البلدين.
في أبريل 2019، أعلنت إسرائيل بأنها تلقت دعوة للمُشاركة في معرض دبي للابتكار إكسبو 2020.

### تطبيع العلاقات
في 13 أغسطس 2020، وقّعت إسرائيل والإمارات اتفاقاً بوساطة الرئيس الأمريكي دونالد ترامب. وبموجب اتفاق السلام، ستقيم إسرائيل والإمارات علاقات دبلوماسية كاملة، وتُصبح الإمارات العربية المتحدة ثالث دولة عربية تعترف بإسرائيل. وكجزء من الاتفاق، وافقت إسرائيل على وقف خطط ضم غور الأردن ضمن مقترحات ضم إسرائيل للضفة الغربية. زار مدير الموساد يوسي كوهين، الإمارات العربية المتحدة سراً عدة مرات لأكثر من عام للتوسط في الاتفاق الإماراتي الإسرائيلي.
حسب موقع الخبر بوست، فإن عضو الكنيست الصهيوني إيلي أفيدار صرح قائلًا: «الإمارات وقفت ضد تركيا وقطر والإخوان المسلمين لذلك تحظى بمكانة في إسرائيل»، كما بيّن أن محمد بن زايد يحظى بالاحترام داخل إسرائيل.
في 15 سبتمبر 2020، أصبح الاتفاق رسميًا خلال حفل للتوقيع في 15 سبتمبر 2020 في البيت الأبيض في واشنطن بحضور الرئيس الأمريكي دونالد ترامب.

## السفر
في الوقت الذي لم تعترف فيه الإمارات رسميًا بإسرائيل، فإن حاملي جوازات السفر الإسرائيلية لا يمكنهم دخول الإمارات العربية المتحدة بصورة قانونية، ومع ذلك، يُسمح لمواطني الطرف الثالث الذين يحملون طوابع أو تأشيرات إسرائيلية في جوازات سفرهم بالدخول. لا توجد رحلات جوية مُباشرة بين إسرائيل والإمارات العربية المتحدة، لذلك يجب أن تتوقف جميع الرحلات في دولة ثالثة مُحايدة، ولا يُسمح لأي طائرة إسرائيلية دخول المجال الجوي الإماراتي. وتم تشديد القيود المفروضة على دخول المواطنين الإسرائيليين بعد اغتيال المبحوح في دبي، الذي ألقي باللوم فيه على المخابرات الإسرائيلية. في عام 2012، تعاونت كانتاس مع طيران الإمارات في صفقة تضمنت توقف رحلات طيران كانتاس في دبي على متن رحلات بين أستراليا وأوروبا. وأثيرت مخاوف بشأن كيفية تأثير القيود المفروضة على السفر في الإمارات العربية المتحدة على ركاب طيران كانتس الذين يحملون الجنسية الإسرائيلية أو المسافرين بجواز سفر إسرائيلي، على سبيل المثال، إذا كانت مُدة الانتظار لهؤلاء الركاب مُدة طويلة للترانزيت. ألغت طيران كانتاس الصفقة في 2018.
ومع ذلك، هناك مهاجرون يهود في الإمارات العربية المتحدة، وهناك إسرائيليون يحملون جنسية مزدوجة يقيمون في الإمارات العربية المتحدة ويزورونها ويعملون فيها بوصفهم مواطنين من بلدان أخرى. وتقوم بعض الشركات الإسرائيلية بأعمال تجارية في الإمارات العربية المتحدة بصورة غير مباشرة عبر أطراف ثالثة.

## التعاون العسكري
في أغسطس 2016، شارك طيارو القوات الجوية الإسرائيلية والقوات الجوية الإماراتية في تدريبات العلم الأحمر المشتركة مع طيارين من باكستان وإسبانيا في نيفادا بالولايات المتحدة.
في عام 2017، نفذت القوة الجوية لإسرائيل والقوة الجوية لدولة الإمارات العربية المتحدة تدريبات مشتركة مع القوات الجوية للولايات المتحدة وإيطاليا واليونان في اليونان، أطلق عليها اسم إينيوهوس 2017. تم إجراء تدريب جوي مُشترك آخر في عام 2019 أيضًا.
بعد عام 2011، شاركت الإمارات العربية المتحدة وإسرائيل بنشاط معًا بجانب الحكومة المصرية ضد الهجمات الإرهابية في سيناء.
في أواخر أغسطس 2020، زعمت تقارير بأن إسرائيل والإمارات تُخططان لإقامة قواعد تجسس في جزيرة سقطرى اليمنية. وفي وقت لاحق، علقت المُتحدثة باسم وزارة الخارجية الإماراتية هند العتيبة على الارتباط بين الاتفاق الإماراتي الإسرائيلي وصفقة طائرات مقاتلة أمريكية من طراز F-35 إلى الإمارات، قائلة: «فيما يتعلق بطائرات F35 على وجه التحديد، فإن هذا الطلب ليس مُتعلقًا في الاتفاق الحالي. طلبنا للطائرة F-35 قيد التنفيذ مُنذ ست سنوات حتى الآن. نظرًا لأن الإمارات العربية المتحدة تنوي أن تكون شريكًا لإسرائيل، ولديها بالفعل شراكة استراتيجية عميقة مع الولايات المتحدة، نأمل أن يتم الموافقة على الطلب»

## المجال الطبي
تعاقدت الشركتان الإسرائيليتان صناعات الفضاء الإسرائيلية ورافائيل في يوليو 2020 مع الشركة الإماراتية مجموعة 42 لمكافحة فيروس كورونا المستجد. في يونيو 2020، هبطت طيران الاتحاد الإماراتية في مطار بن غوريون الدولي، حاملة شحنة من الإمدادات الطبية لمُساعدة الفلسطينيين خلال «جائحة فيروس كورونا». في وقت لاحق من نفس الشهر، أعلنت إسرائيل عن شراكة مع الإمارات للتعاون في مكافحة فيروس كورونا.

## العلاقات الثقافية والعلمية
في سبتمبر 2019، أعلنت سلطات أبوظبي أنها ستفتح معبدًا يهوديًا كجزء من مجمع الأديان بحلول عام 2022.
في 13 سبتمبر 2020، وقعت جامعة محمد بن زايد للذكاء الاصطناعي في دولة الإمارات العربية المتحدة ومعهد وايزمان للعلوم في إسرائيل مذكرة تفاهم للتعاون في مجال بحوث الذكاء الاصطناعي.
في يناير 2021، أعلنت دائرة الثقافة والسياحة في أبوظبي عن تنظيم أول حدث افتراضي يجمع صناع أفلام إماراتيين وإسرائيليين على منصة برنامج «سينما القطارة» السنوي، تحت مظلة الاتفاقية بين لجنة أبو ظبي للأفلام وصندوق الأفلام الإسرائيلي ومدرسة سام شبيجل في القدس، حيث سيتم عرض ثمانية أفلام إماراتية وإسرائيلية قصيرة.

## الأحداث الرياضية
كان لدولة الإمارات العربية المتحدة تاريخ في منع دخول الإسرائيليين، بما في ذلك في الأحداث الرياضية. ومع ذلك، أدت الضغوط الدولية إلى استثناءات للرياضيين في المسابقات الدولية.
في فبراير 2010، رفضت الإمارات العربية المتحدة منح لاعبة التنس الإسرائيلية شاحار بئير تأشيرة دخول، وبالتالي مُنعت من اللعب في بطولة دبي للتنس. أدانوا عدد من اللاعبات من بينهم فينوس ويليامز، هذا القرار برفض منحها التأشيرة، وقال رئيس رابطة محترفات التنس لاري سكوت إنه فكر في إلغاء البطولة، لكنه اختار عدم إلغاء البطولة بعد استشارة اللاعبة شاحار بئير. وقال مدير البطولة صلاح طهلاك إن تم رفض تأشيرة دخول بئير على أساس أن ظهورها قد يثير الغضب في البلاد العربية، بعد أن واجهت بالفعل احتجاجات في بطولة ASB Classic بسبب حرب غزة. وقالت رابطة محترفات التنس بإنها ستُراجع البطولات المستقبلية في دبي. بسبب هذا القرار، قررت قناة التنس عدم بث البطولة تلفزيونيًا، وصحيفة وول ستريت جورنال سحبت رعايتها للبطولة. اختار حامل لقب البطولة في عام 2008 في فردي الرجال الأمريكي أندي روديك عدم المُشاركة في البطولة التي تُقدر جائزتها تزيد عن مليوني دولار احتجاجًا على رفض الإمارات منح بئير تأشيرة دخول وقال «أنا لا أتفق على ما حدث هناك، لا أعرف إن كان من الأفضل مزج السياسة والرياضة، وأعتقد إن ما حدث كان جزءًا كبيرًا من ذلك»
في أكتوبر 2017، فازت لاعبة الجودو الإسرائيلية تل فليكر بالذهبية في بطولة دولية للجودو في الإمارات العربية المتحدة، رفض المسؤولون رفع العلم الإسرائيلي وعزف النشيد الوطني الإسرائيلي، وبدلاً من ذلك عزفت المُوسيقى الرسمية للاتحاد الدولي للجودو (IJF) ورُفع شعار الاتحاد الدولي للجودو. كما منعت الإمارات الرياضيين الإسرائيليين من ارتداء شعارات بلادهم على الزي الرسمي، أضطروا لارتداء زي الاتحاد الدولي للجودو. وتلقى مُتسابقون آخرون مثل جيلي كوهين مُعاملة مُماثلة. في أكتوبر 2018، عكست دولة الإمارات موقفها إذ سمحت برفع العلم الإسرائيلي وعزف النشيد الوطني عُندما فاز لاعب الجودو الإسرائيلي ساغي موكي بالميدالية الذهبية في مسابقة الجودو الكبرى، بحضور وزيرة الثقافة والرياضة الإسرائيلية ميري ريغيف للفعاليات في أبو ظبي.
كانت بطولة كأس آسيا 2019 التي أقيمت في يناير 2019 في الإمارات نُقطة تحول أخرى، وللمرة الأولى مُنذ طرد إسرائيل من الاتحاد الآسيوي لكرة القدم، سمحت الإمارات لقناة التلفزيون الإسرائيلية «سبورت 5» ببث البطولة بشكل مُباشر من الإمارات. واُعتبر ذلك علامة على تحسن العلاقات بين الدولتين. وبثت سبورت 5 رسميًا المباراة الافتتاحية بين الإمارات والبحرين، واستمرت حتى نهاية البطولة. في مارس 2019، شارك رياضيون إسرائيليون في دورة الألعاب العالمية الصيفية للأولمبياد الخاص 2019 التي أقيمت في أبو ظبي.
في 9 مايو 2019، أقيمت أول مباراة رياضية جماعية بين إسرائيل والإمارات العربية المتحدة في تحدي Netball Europe Open في المركز الرياضي الوطني في جزيرة مان.
في نوفمبر 2019، فاز الإسرائيلي ألون ليفييف البالغ من العمر 17 عامًا بالميدالية الذهبية في فئة الناشئين في بطولة العالم جو جيتسو التي أُقيمت في أبوظبي، في نفس المسابقة، فاز الإسرائيلي نمرود رايدر بميدالية ذهبية أخرى، بينما فاز الإسرائيليون روني نيسيميان وميشي روزنفيلد وروي داغان بميداليات أخرى.